# Khumi

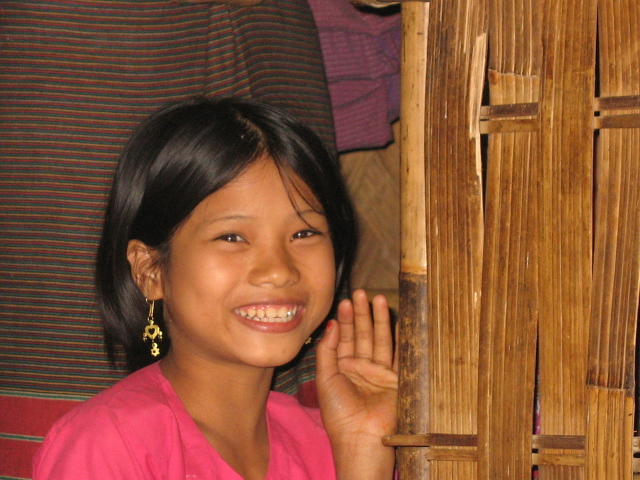
Jeune fille khumi

Les Khumi sont un groupe ethnique de la région du Bangladesh qu'on appelle traditionnellement les Chittagong Hill Tracts.
Au terme de l'accord de paix du 2 décembre 1997 qui a mis fin à plus de 20 années de conflit entre les populations autochtones de la région et le gouvernement bangladais, les Khumi seront représentés au Chittagong Hill Tracts Regional Council qui sera chargée de l'administration des 3 districts constituant la région.
La langue khumi appartient au groupe dit « kuki-chin-naga » de la branche tibéto-birmane des langues sino-tibétaines.

### Filmographie
- (en) Khumi Lives, film documentaire, Hill Film Society, 2006, 32 min (vidéo en ligne)